# A Difficult Courtship
A Difficult Courtship è un cortometraggio muto del 1910 diretto da Lewin Fitzhamon.

## Trama
Il corteggiamento di una ragazza si dimostra irto di difficoltà: per conquistarla, il suo innamorato deve assumere dei vagabondi che avranno uno strano compito.

## Produzione
Il film fu prodotto dalla Hepworth.

## Distribuzione
Distribuito dalla Hepworth, il film - un cortometraggio di 183 metri - uscì nelle sale cinematografiche britanniche nell'agosto 1910.
Si conoscono pochi dati del film che, prodotto dalla Hepworth, fu distrutto nel 1924 dallo stesso produttore, Cecil M. Hepworth. Fallito, in gravissime difficoltà finanziarie, il produttore pensò in questo modo di poter almeno recuperare il nitrato d'argento della pellicola.